# Goldcliff East

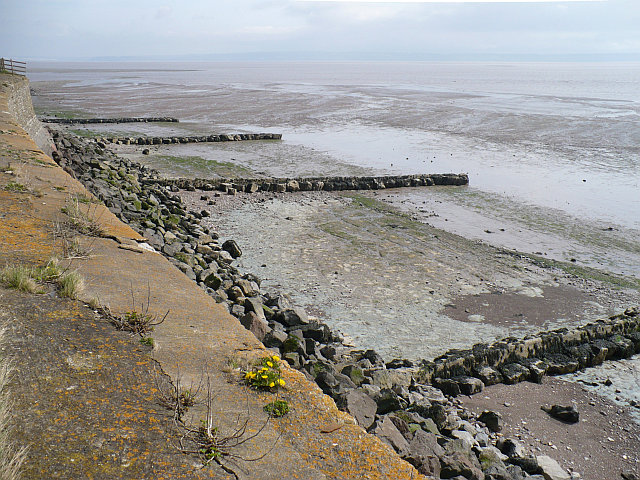
Buhnen am Goldcliff

Der mesolithische Fundplatz Goldcliff East, südöstlich von Newport in der gleichnamigen Principal Area in Wales, ist vornehmlich bei Ebbe erreichbar. Er weist mesolithische Fußabdrücke, Reste eines untergegangenen Waldes und eines Fischzauns (englisch "fish weir"), auf.
Die das Sedimentgefüge störenden Trittsiegel und Fußabdrücke sind auf freiliegenden Lamina sichtbar. Neben Abdrücken von Kranichen, Möwen und Rentieren wurden 2001 etwa 35 menschliche (einige sind unsicher) Fußabdrücke, die meisten in mittelmäßigem bis schlechten Zustand, registriert. An einigen Stellen wurden sie mit Hilfe der Blockbergung gesichert. Derartige Fußabdrücke wurden auch bei Formby Point in Merseyside (über 200) und bei Lydstep in Pembrokeshire gefunden.
In der Nähe der Küste fanden sich Reste eines untergegangenen, mesolithischen Waldes (englisch submerged forest). Fünf Baumstümpfe und sechs Stämme wurden kartiert, einer der Stämme wurde auf etwa 4100 v. Chr. datiert. Plätze, an denen vorwiegend Mikrolithen entdeckt wurden, gelten als mesolithische Wohnplätze.
Der Hügel westlich des Fundgebietes ist eine ehemalige Insel. In ihrer Nähe wurden Reste eines eisenzeitlichen Bohlenweges (englisch trackway) entdeckt.